# Burning from the Inside
Burning from the Inside è il quarto album del gruppo goth rock inglese dei Bauhaus, pubblicato nel 1983 dalla Beggars Banquet Music Ltd./Monument Music Ltd.

## Il disco
Durante la registrazione dell'album, il cantante Peter Murphy fu gravemente ammalato, lasciando al resto della band la registrazione dell'album senza di lui. Il bassista David J e il chitarrista Daniel Ash cantarono un certo numero di canzoni dell'album.

## Tracce
1. She's in Parties – 5:43
2. Antonin Artaud – 4:04
3. Wasp – 0:17
4. King Volcano – 3:29
5. Who Killed Mr. Moonlight? – 4:54
6. Slice of Life – 3:43
7. Honeymoon Croon – 2:52
8. Kingdom's Coming – 2:25
9. Burning from the Inside – 9:49
10. Hope – 3:16
11. Lagartija Nick – 3:30
12. Here's The Dub – 3:01
13. Departure – 4:47
14. The Sanity Assassin – 4:12

- I pezzi 11-14 sono presenti solo nella versione CD

## Formazione
- Peter Murphy - voce, chitarra
- Daniel Ash - chitarra
- David J - basso
- Kevin Haskins - batteria